# Ongeronde open achterklinker
De ongeronde open achterklinker is een klinker waarvan de articulatie de volgende kenmerken bezit:
- Het is een open klinker.
- Het is een achterklinker, wat betekent dat de tong zich zo ver mogelijk achter in de mond bevindt zonder contact te maken met de tandkassen of het verhemelte.
- Het is een ongeronde klinker, wat betekent dat de lippen niet gerond zijn tijdens het uitspreken.

In het Internationaal Fonetisch Alfabet wordt voor deze klinker meestal het symbool [ɑ] gebruikt, dat ook wel script a wordt genoemd om het te onderscheiden van het symbool voor een ongeronde open voorklinker (a) . Dit symbool dient te worden onderscheiden van [ɒ], dat de geronde open achterklinker weergeeft. Het overeenkomende X-SAMPA-symbool is A. Het IPA-symbool [ɑ̃] geeft de genasaliseerde tegenhanger van deze klinker (an, am, en, em) weer.

## Voorbeelden
- Frans: casser [kɑse]? "breken", château [ʃɑto]? "kasteel", chambre [ʃɑ̃bʀ]? "kamer", pendant [pɑ̃dɑ̃]? "tegenhanger", emploi [ɑ̃plwa]?, "werk".